# 閻可陛
閻可陛（?—?），字達卿，號近明，陕西西安府韓城縣民籍。

## 生平
萬曆四十年（1612年）壬子科舉人，四十四年（1616年）丙辰科進士，廷試三甲二百七十一名。吏部觀政。四十六年授行人。天啓二年補原职，四年雲南鄉試主考，七年順天鄉試同考，十二月吏部考選，授禮科給事中，督理京營。崇禎二年閏四月升刑科右給事中，尋引疾乞歸，許之。

## 家族
曾祖閻子英。祖父閻禮。父閻有光，儒官，鄉飲耆賓。母王氏。弟可階。娶郝氏，子和羹、和鼎、和梅